# Про державу
Про державу (лат. De re publica) — діалог Цицерона присвячений римській політиці, написаний у шести книгах між 54 і 51 роками до нашої ери. Твір не дійшов до нас у повному обсязі, і значна частина його відсутня. Уцілілі розділи походять від уривків, збережених у пізніших творах, а також від неповного палімпсесту, знайденого у 1819 році. Твір написаний у формі сократівського діалогу, в якому Сципіон Еміліан виступає в ролі мудрого старця, імітуючи «Державу» Платона.
У роботі розглядається тип правління, який був встановлений у Римі з часів царів, і який був оскаржений, зокрема, Юлієм Цезарем. Пояснюється розвиток конституції, і Цицерон досліджує різні типи конституцій та ролі, які відіграють громадяни в управлінні державою. Твір також відомий завдяки «Сну Сципіона», вигаданому сновидінню з шостої книги.

## Назва
Якщо вже латинська версія назви цієї роботи подається у двох варіантах (De re publica та De Republica), залежно від джерела, то переклад назви цієї роботи демонструє ще більше варіантів, часто заснованих на виборі перекладача: вираз «res publica» (який з'являється у назві цієї роботи), як відомо, є складним для перекладу. Його сучасний відповідник «республіка» набув зовсім інших конотацій, ніж початкове латинське значення (res publica = дослівно «публічна справа»), що робить цей термін проблематичним, якщо не відверто анахронічним за своїми наслідками. Через труднощі, пов'язані з назвою, не існує загального консенсусу щодо того, як найкраще зберегти сенс латинської мови при перекладі назви. Варто зазначити, що Цицерон майже напевно мав на увазі назву знаменитого діалогу Платона «Державу» (грец. Πολιτεία, Politeia), коли давав назву своєму діалогу. Хоча діалог Платона часто перекладають як «Республіка», politeia перекладається більш буквально як «конституція», «режим» або «устрій», і давня традиція називати діалог «Республіка» може бути віднесена до трактату і лікування самого Цицерона латинською мовою.

## Зміст
Окрім згаданих вище грецьких філософів, Полібій також був важливим джерелом натхнення для політичних поглядів Цицерона.
Оскільки до нас дійшла не вся робота, про її зміст можна здогадатися з посилань інших античних авторів.
- Книга перша: містить дискусію між головними героями про політичну ситуацію їхнього часу. Вказано тему твору та зроблено деякі коментарі щодо теорії конституцій.
- Книга друга: нарис римської історії та розвитку конституції.
- Книга третя: Розглядається роль правосуддя в управлінні державою, а також різні типи конституцій.
- Книга четверта: Дискурс про освіту.
- П'ята книга: Персонажі розмовляють про якості ідеального громадянина в уряді.
- Книга шоста: Мало що з цієї книги збереглося, окрім «Somnium Scipionis», що є висновком до твору.

## Український переклад
- Марк Туллій Ціцерон. Про закони. Про державу. Про природу богів. Переклав з латини В. Литвинов. — Львів: Апріорі, 2019. 392 с. ISBN 978-617-629-506-8